# 510. učni center TO
510. učni center Teritorialne obrambe je bil ustanovljen leta 1991 kot eden od prvih dveh učnih centrov za vojaško usposabljanje slovenskih nabornikov, po odločitvi slovenskega parlamenta, da se nabornikov ne pošilja več na služenje vojaškega roka v JLA.
V 510. učnem centru na Igu je 2. junij 1991, ob prisotnosti predsednika države in članov vlade, prisegla novi nastajajoči državi Sloveniji tudi prva generacija slovenskih vojakov.
Po osamosvojitveni vojni se je 510. učni center konec leta 1991 najprej preselil v prostore vojašnice Šentvid, kasneje pa na lokacijo vojašnice Franc Rozman Stane.
Ognjeni krst je učni center preživel že prvi dan vojne, ko je bil uspešno obranjen pred napadom treh, do zob oboroženih vojaških helikopterjev JLA Mi-8, po sestrelitvi vodilnega helikopterja s strani protiletalske zaščitne enote.
Leta 1997 je Slovenske vojske učni center ukinila, saj ni bil več potreben. V tej vojašnici se danes nahajajo enote 1. brigade Slovenske vojske, vključno s poveljstvom brigade.